# Monia Andreani
Monia Andreani (Perugia, 12 dicembre 1972 – Fano, 27 maggio 2018) è stata una filosofa e saggista italiana.

## Biografia

### Attività accademica e di ricerca
Ricercatrice per alcuni anni in Filosofia Politica presso l'Università per Stranieri di Perugia, è stata docente di Teorie dei Diritti Umani presso lo stesso istituto e di Bioetica presso l'Università degli Studi di Urbino "Carlo Bo".
La sua ricerca filosofica ha inizialmente abbracciato il pensiero francese contemporaneo e la filosofia delle differenza, su questa è da ricordare l'opera, del 2008, Il terzo incluso. Filosofia delle differenza e rovesciamento del platonismo.
I suoi interessi si sono poi concentrati sulle dinamiche della differenza e in particolare della differenza di genere, anche nella dimensione del multiculturalismo, a ciò si è dedicata a partire dal suo insegnamento di Teorie dei Diritti Umani, improntando anche la ricerca filosofica sul campo con Quando la differenza conta. Democrazia, multiculturalismo e questioni di genere, con saggi del 2011 e 2012, contribuendo così al pensiero femminista italiano in questo campo.
La sua ricerca degli ultimi anni è sfociata in pubblicazioni su vulnerabilità e cura, a partire da La bioetica con i caregiver. Alleanza terapeutica e qualità della vita, un progetto sperimentale di bioetica e di etica della comunicazione svolto partendo dallo studio della relazione tra pazienti, caregiver, famiglie, assistenza domiciliare e medici. I risultati di questa ricerca sono stati pubblicati nel 2015. Il suo lavoro è proseguito in ambito pediatrico con un progetto che ha coinvolto una popolazione selezionata di caregiver e piccoli pazienti considerati inguaribili. Con Questioni etiche nel caregiving. Contesto biopolitico e relazione di cura ha iniziato un'attività di formazione e divulgazione.

### Attività divulgativa, collaborazioni e attivismo
Monia Andreani ha svolto un'intensa attività di divulgazione del pensiero filosofico suo proprio sulle tematiche della differenza di genere, della vulnerabilità e della cura. Oltre ad interventi a convegni ed iniziative politiche, ha svolto un'intensa attività divulgativa per Popsophia, festival del contemporaneo sin dagli esordi di questo festival sulla scena culturale italiana.
La filosofa è stata inoltre attivista per i diritti LGBT, collaboratrice al blog di cultura femminista Femminismi e componente della segreteria della Federazione dei comunisti anarchici. La sua spinta libertaria l'ha avvicinata nel suo impegno sociale al suo concittadino Aldo Capitini, fondatore della Marcia per la pace Perugia - Assisi, nella convinzione che la trasformazione della società dovesse essere non-violenta e che fosse possibile accomunare le persone, di differente credo, ceto sociale ed opinione politica, in battaglie ed attività comuni.

### Altre pubblicazioni
Monia Andreani ha affrontato i temi della differenza e della vulnerabilità, portando riflessioni originali sulla scena filosofica italiana, unendo cioè la filosofia teoretica alla ricerca sul campo. Con Twilight. Filosofia della vulnerabilità, edito dalla editrice EV nel 2011, esamina il tema della vulnerabilità umana con un viaggio nel mondo adolescenziale dell'omonima saga.
Con Peppa Pig e la filosofia (2015) si dedica all'indagine sulla differenza di genere e la genitorialità. Con lo studio Biologico, collettivo, solidale. Dalla filiera agricola alle azioni mutualistiche (2016) pubblicato per le edizioni AltraEconomia, lavoro già giunto alla terza edizione, rinnova il pensiero ecologista anarchico e libertario sulla possibilità di forme organizzative orizzontali nel mondo del lavoro e nella società.
Tra le attività di bioeticista improntate alla critica sociale, il suo saggio sul consenso informato del paziente in condizioni di detenzione alla raccolta Lo stato irresponsabile. Il caso Cucchi, edito da Aracne nel 2017, a cura del Gruppo di ricerca su potere, istituzioni e forme di controllo sociale dell'Università di Urbino "Carlo Bo".

### Morte
Muore improvvisamente all'età di 45 anni a causa di aneurisma cerebrale. Dopo la sua morte si sono svolti due commiati, uno a Fano, per amiche, amici e colleghi marchigiani, ed uno a Perugia presso il cimitero monumentale. Dopo la sua morte verrà celebrata dalla filosofa Rada Iveković (con la quale aveva collaborato per Sconfinare, Differenze di genere e di culture nell'Europa di oggi, 2012), dal coordinatore della Marcia della Pace Flavio Lotti, dalla scrittrice Lucia Tancredi e dalla filosofa Lucrezia Ercoli. Nel 2020 esce, dedicato alla filosofa, il volume "Rifugiati nella rete. Dall'accoglienza alla cura", progetto del quale Andreani era stata promotrice ma che non aveva potuto completare, gli altri autori le dedicano perciò una postfazione. È inoltre stato pubblicato un fascicolo monografico sul suo lavoro e la sua personalità, curato dalla redazione della rivista di analisi economica e sociale "Prisma" (Ires Marche), nel maggio 2020, "A Monia: percorsi umani, sociali, filosofici".
Dal 2021 l'Università degli studi di Urbino bandisce un Premio "in memoria di Monia Andreani per una tesi di laurea magistrale conseguita presso l'Università degli Studi di Urbino Carlo Bo avente ad oggetto le tematiche di interesse del CUG (Comitato unico di garanzia per le pari opportunità, la valorizzazione del benessere di chi lavora e contro le discriminazioni)." 
Nello stesso anno è stata dedicata alla filosofa una Borsa per la Scuola estiva della società italiana delle storiche (SIS).
L'aula studenti della Palazzina Valitutti dell'Università per Stranieri di Perugia è stata rinominata per volontà degli studenti Aula studenti Monia Andreani e, nel maggio 2022, si è tenuta una commemorazione presso il roseto della compresenza nel giardino di San Matteo degli Armeni.
Nel febbraio 2025 la casa editrice Settenove annuncia un'opera dedicata alla filosofa, "Lady Oscar. Immaginario femminista e libertà femminile", contenente la trascrizione della conferenza sul personaggio di Lady Oscar tenuta da Monia Andreani presso il Festival BiUmor di Tolentino, nel 2017. Il volume contiene saggi scritti a partire dalla riflessione di Andreani.

## Opere

### Libri
- M. Andreani, Questioni etiche nel caregiving. Contesto biopolitico e relazione di cura, Carocci, Roma, 2016.
- M.Andreani. Biologico, Collettivo, Solidale. Dalla filiera agricola alle azioni mutualistiche. Il modello partecipativo della cooperativa Iris, Altraeconomia, Milano, 2016.
- M. Andreani M, De Paula, La bioetica con i caregiver. Alleanza terapeutica e qualità della vita, Unicopli, Milano, 2015.
- M. Andreani, Peppa Pig e la filosofia. Tra antropologia e animalità, Mimesis, Milano, 2014.
- Andreani e Vincenti , Proposte e Riflessioni per promuovere nella scuola un approccio e un pensiero critico attraverso l'analisi di genere, Regione Umbria, 2013.
- M. Andreani, Twilight. Filosofia della vulnerabilità, Ev Edizioni, Macerata. 2011. (Recensioni di Elisabetta Brizio per le riviste on line Literary www.literaly.it; e Bibliomanie www.bibliomanie.it )
- M. Andreani, Il Terzo incluso. Filosofia della differenza e rovesciamento del platonismo, Editori Riuniti, Roma, 2007. (Recensione di Alessandra Morini per la Rivista Web di Recensioni filosofiche www.recensionifilosofiche.it n.43/ ottobre 2009).
- Andreani , Dei , Russo (a cura di), Bioetica e dibattito pubblico tra scuola e società, Unicopli, Milano, 2012.
- Andreani , Vincenti (a cura di), Coltivare la differenza. La socializzazione di genere e il contesto multiculturale, Unicopli, Milano, 2011.

### Saggi e articoli
- M. Andreani, Capitale sociale e sviluppo locale: il caso della cooperativa Iris bio, modello dell'economia eco-solidale, in Capitale sociale e territorio. Prospettive ed evidenze empiriche, a cura di Viviana Calzati e Donatella Padua, Franco Angeli, Milano, 2018
- M.Andreani, "Il privato è politico": ripensare il rapporto tra spazio privato e spazio pubblico a partire dalla cura, in La partecipazione politica femminile tra rappresentanza formale e sostanziale, a cura di Domenico Carbone e Fatima Farina, Franco Angeli, Milano, 2019
- M. Andreani, La cura degli altri è cura del vivere civile: "i piccoli gesti profetici" del CeIs di Pesaro, in Civitas educationis, Anno VII, 1 -2018, Mimesis, Milano, 2018.
- M. Andreani, Prendersi cura anche di chi assiste, Origami, La Stampa, vol. 13, p. 7, 2017
- Andreani, Le sfide della medicina di fronte alle diagnosi infauste nelle malattie neurodegenerative, croniche e progressive: tra questioni epistemologiche e dilemmi etici, Lessico di Etica Pubblica, vol. 1, p. 109-117. 2015,
- Andreani, Sicurezza, salute ed emergenza: la comunicazione del virus Ebola nella stampa italiana e nella percezione del rischio per la salute pubblica, Africa e Mediterraneo, vol. 82, p. 24-27. 2015.
- Andreani, Una lettura del Giovane Favoloso di Mario Martone, Nuova Secondaria, vol. n. 10, p. 53-55. 2015.
- Andreani, Il ritorno dei vampiri. Antropologia mostruosa e immaginario vulnerato, Lo Sguardo, vol. 16, p. 117-122. 2014.
- Andreani, voce Luce, in Leonardo Caffo, Felice Cimatti ( a cura di), A come animale, Bompiani, Milano, pp. 143 – 156. 2015.
- Andreani, Pensarsi figlie alla ricerca della madre: la genealogia che fa problema nella filosofia delle donne, In AAVV, Contro Versa. Genealogie impreviste di nate negli anni 70 e dintorni, Sabbia Rossa Edizioni, Reggio Calabria – Roma , pp. 110 – 121. 2013.
- Andreani, Voci Carla Lonzi e Rada Ivekovic per il Dictionnaire Universel des Créatrices, curato da Béatrice Didier, Mireille Calle-Gruber, Antoinette Fouque, Editions des Femmes (en 4 vol). 2013.
- Andreani, La vulnerabilità della condizione umana: tra inermità e sopravvivenza, in Profiling. Profili dell'abuso. Giornale scientifico a cura dell'osservatorio nazionale abusi psicologici, Anno 4, N.1, marzo 2013.
- Andreani, Anatomia politica della guerra globale: le figure del “sopravvissuto” e dell'” inerme”, in A. Pirni, (a cura di), Verità del Potere e Potere della Verità, ETS, Pisa. 2012.
- Andreani, Pandora, la prima donna secondo la tradizione greco-classica, in Reportata. Passato e presente della teologia, Anno 10, n. 2, Ottobre 2012.
- Andreani, Problematiche teorico-politiche della democrazia deliberativa, in R. Marini, Altri flussi. La comunicazione politica degli attori non partitici, Guerini e Associati, Milano, pp. 49 – 83. 2011.
- Andreani, Scheda metodologia: Genere, Differenza sessuale, in M. Andreani, A. Vincenti, (a cura di), Coltivare la differenza. La socializzazione di genere e il contesto multiculturale, Unicopli, Milano, pp.169 – 178. 2011.
- Andreani, Orientarsi oltre il soggetto della metafisica: il pensiero del fuori e la dimensione del nomadismo in Blanchot, Deleuze e Foucault, in Thauma, Annuario di Arte e Filosofia, n. 04, pp. 245 – 269. 2010.
- Andreani, Anatomia politica dell'orrore. La questione della vulnerabilità e la figura dell'inerme in Judith Butler e Adriana Cavarero, in Differenza e Relazione. L'ontologia dell'umano nel pensiero di Judith Butler e Adriana Cavarero, a cura di L. Bernini e O. Guaraldo, Ombre corte, Verona, pp. 39 – 65. 2009.
- Andreani, voci: Differenza sessuale, Filosofia della narrazione, Gender, Ontologia relazionale, Performatività di genere, Unicità incarnata, in Differenza e Relazione. L'ontologia dell'umano nel pensiero di Judith Butler e Adriana Cavarero, a cura di L. Bernini e O. Guaraldo, Ombre corte, Verona, pp. 137 – 146. 2009.
- Andreani M (2013), La vulnerabilità della condizione umana: tra inermità e sopravvivenza, in Profiling. I profili dell'abuso, Anno 4, N. 1, Marzo https://www.onap-profiling.org/la-vulnerabilita-della-condizione-umana-tra-inermita-e-sopravvivenza/ - ISSN 2282-3867.
- Andreani M, Strane cartografie di guerra e di pace nei Balcani, n.0, www.imageuro.net Intervista a Rada Iveković (Département de Philosophie, Université Paris 8): “I Balcani non sono altrove” realizzata assieme ad Alessandra Vincenti, n.1, www.imageuro.net .  Andreani M., Genealogia dell'unione d'amore come accesso alla verità: l'amore vero e giusto in Metamorfosi del matrimonio ed altre forme di convivenza affettiva (a cura di M. Costa), Bologna, Libreria Bononia, 2007, pp. 79-98.
- Andreani M, Genealogia dell'unione d'amore come accesso alla verità: l'amore vero e giusto in Metamorfosi del matrimonio ed altre forme di convivenza affettiva (a cura di M. Costa), Bologna, Libreria Bononia, 2007, pp. 79-98.